# Saint-Mandé

Saint-Mandé este o comună în departamentul Val-de-Marne, Franța. În 2009 avea o populație de 22,627 de locuitori.

## Personalități născute aici
- Stéphanie de Virieu (1785 - 1873), pictoriță, sculptoriță;
- Bruno Cremer (1929 - 2010), actor;
- Frédéric Delcourt (n. 1964), înotător;
- Francis Leplay (n. 1967), actor, scriitor;
- Frédéric Diefenthal (n. 1968), actor, regizor.